# Sławęcinek (gromada)
Sławęcinek – dawna gromada, czyli najmniejsza jednostka podziału terytorialnego Polskiej Rzeczypospolitej Ludowej w latach 1954–1972.
Gromady, z gromadzkimi radami narodowymi (GRN) jako organami władzy najniższego stopnia na wsi, funkcjonowały od reformy reorganizującej administrację wiejską przeprowadzonej jesienią 1954 do momentu ich zniesienia z dniem 1 stycznia 1973, tym samym wypierając organizację gminną w latach 1954–1972.
Gromadę Sławęcinek z siedzibą GRN w Sławęcinku utworzono – jako jedną z 8759 gromad na obszarze Polski – w powiecie konińskim w woj. poznańskim, na mocy uchwały nr 25/54 WRN w Poznaniu z dnia 5 października 1954. W skład jednostki weszły obszary dotychczasowych gromad Makarowo Sławęckie i Sławęcin, ponadto miejscowości Dąbrowa, Goraninek i Lizawy z dotychczasowej gromady Dąbrowa oraz miejscowości Goranin (wieś), Goranin (folwark) i Helenowo z dotychczasowej gromady Goranin ze zniesionej gminy Sławoszewek, a także miejscowość Jóźwin (kolonia) z dotychczasowej gromady Jóźwin ze zniesionej gminy Kazimierz Biskupi – w tymże powiecie. Dla gromady ustalono 13 członków gromadzkiej rady narodowej.
Gromadę zniesiono 1 stycznia 1958, a jej obszar włączono do gromad: Kleczew (miejscowość Helenowo), Kazimierz Biskupi (miejscowość Jóźwin kolonia) i Ślesin (miejscowości Dąbrowa, Goranin, Goranin folwark, Goraninek, Lizawy, Makarowo Gorańskie, Makarowo Sławęckie, Rębowo, Sławęcin, Sławęcin A, Sławęcin B, Sławęcin W, Sławęcinek, Sławęcinek kolonia, Sławęcinek folwark i Trzybudy) w tymże powiecie.